# Саїд Белькола
Саїд Белькола (30 серпня 1956 року, Тіфлет, Марокко — 15 червня 2002 року, Рабат, Марокко) — футбольний арбітр з Марокко, найбільш відомий як арбітр чемпіонату світу з футболу 1998, де судив фінальний матч між збірними Бразилії і Франції. Крім того, він перший арбітр з Африки, який судив фінал чемпіонату світу з футболу.

## Біографія
Белькола народився в Тіфлеті, Марокко. Працював у Фесі держслужбовцем на митниці.
Міжнародна кар'єра Бельколи почалася в 1993 році. Першим міжнародним для нього матчем був товариський матч між збірними Франції та Англії у рамках французького турніру в 1997 році. Крім того, він був одним з ключових рефері Кубка Африки в 1996 і 1998 роках, відсудивши два матчі в кожному з турнірів. Він судив фінал чемпіонату світу з футболу 1998, і крім того судив два матчі групового раунду: Німеччина — США і Аргентина — Хорватія.
Помер Белькола 15 червня 2002 року від раку. Був похований у Тіфлеті.